# Rolf Minhoff
Rolf Minhoff (26 de noviembre de 1939) es un expiloto de motociclismo alemán, que compitió en el  Campeonato del Mundo de Motociclismo entre  1971 y 1978. Su mejor temporada fue en 1973 en la cilindrada de 125 donde acabó en octava posición de la clasificación general y consiguió un podio en el Gran Premio de los Países Bajos de 125cc.

## Resultados
| Posición | 1  | 2  | 3  | 4 | 5 | 6 | 7 | 8 | 9 | 10 |
| Puntos   | 15 | 12 | 10 | 8 | 6 | 5 | 4 | 3 | 2 | 1  |

(Carreras en negrita indica pole position; carreras en cursiva indica vuelta rápida)
| Año  | Clase | Equipo | 1       | 2       | 3       | 4       | 5      | 6       | 7       | 8      | 9      | 10      | 11     | 12      | 13      | Pts.    | Pos. |
| ---- | ----- | ------ | ------- | ------- | ------- | ------- | ------ | ------- | ------- | ------ | ------ | ------- | ------ | ------- | ------- | ------- | ---- |
| 1971 | 125cc | Maico  | AUT -   | GER 11  | IOM -   | NED -   | BEL -  | DDR -   | CZE -   | SWE -  | FIN -  |         | NAT -  | ESP -   |         | 0       | -    |
| 1972 | 50cc  | Maico  | GER 10  |         |         | NAT -   |        | YUG 14  | NED 13  | BEL -  | DDR -  |         | SWE -  |         | ESP Ret | 1       | 36.º |
| 1972 | 125cc | Maico  | GER -   | FRA -   | AUT 11  | NAT -   | IOM -  | YUG 8   | NED 10  | BEL -  | DDR -  | CZE -   | SWE -  | FIN -   | ESP Ret | 4       | 35.º |
| 1973 | 125cc | Maico  | FRA 7   | AUT -   | GER Ret | NAT Ret | IOM -  | YUG 6   | NED 2   | BEL 4  | CZE 4  | SWE 6   | FIN 18 | ESP -   |         | 33 (42) | 8.º  |
| 1973 | 250cc | Yamaha | FRA 20  | AUT -   | GER Ret |         | IOM -  | YUG 15  | NED Ret | BEL -  | CZE 21 | SWE 15  | FIN 11 | ESP -   |         | 0       | -    |
| 1974 | 125cc | Maico  | FRA Ret | GER -   | AUT Ret | NAT -   | IOM -  | NED Ret | BEL Ret | SWE 6  |        | CZE DNS | YUG 8  | SPA Ret |         | 8       | 21.º |
| 1974 | 250cc | Yamaha |         | GER -   | NAT -   | IOM -   | NED 18 | BEL 17  | SWE 11  | FIN 18 | CZE 14 | YUG 5   | SPA 6  |         |         | 11      | 17.º |
| 1974 | 350cc | Maico  | FRA DNQ | GER -   | NAT -   | IOM -   | NED -  | BEL -   | SWE -   | FIN -  |        | YUG -   | SPA -  |         |         | 0       | -    |
| 1975 | 250cc | Yamaha | FRA 16  | ESP 5   |         | GER -   | NAT -  | IOM -   | NED 14  | BEL -  | SWE -  | FIN 11  | CZE -  | YUG 9   |         | 8       | 22.º |
| 1975 | 350cc | Yamaha | FRA -   | ESP Ret | AUT -   | GER -   | NAT -  | IOM -   | NED -   |        |        | FIN 11  | CZE -  | YUG -   |         | 0       | -    |
| 1976 | 250cc | Yamaha | FRA -   |         | NAT -   | YUG -   | IOM -  | NED 17  | BEL -   | SWE -  | FIN -  | CZE -   | GER -  | ESP -   |         | 0       | -    |
| 1978 | 125cc | Seel   | VEN -   | ESP -   | AUT -   | FRA -   | NAT -  | NED -   | BEL -   | SWE -  | FIN -  | GBR -   | GER 20 | YUG -   |         | 0       | -    |